# Мордовское Коломасово
Мордовское Коломасово (мокш. Мокшень Коламаз) — село, центр сельской администрации в Ковылкинском районе (с 1959 г.; с 1949 г. — в Кочелаевском районе). Население — 480 чел. (2010), преимущественно мордва-мокша.
Расположено на реке Сидячке, в 25 км от районного центра и железнодорожной станции Ковылкино. Название-антропоним: от дохристианского имени Коломас. Основано в середине 17 в. В «Списке населённых мест Пензенской губернии» (1869) Мордовское Коломасово — деревня казённая из 84 дворов Наровчатского уезда. По переписи 1913 г., в Мордовском Коломасове — 113 дворов (937 чел.); 2 ветряные мельницы, маслобойка, просодранка, 2 лавки, имение Колпашникова. В «Списке населённых пунктов Средне-Волжского края» (1931) Мордовское Коломасово — центр сельсовета (59 хозяйств; 392 чел.). В начале 1930-х гг. был создан совхоз «Коломасовский», с 1997 г. — СХПК. В современном селе — средняя школа, библиотека, Дом культуры, продовольственный магазин; памятник землякам, погибшим в годы Великой Отечественной войны. Мордовское Коломасово — родина советско-партийных работников А. Ф. Царёва, Н. В. Бирюкова. В Мордовско-Коломасовскую сельскую администрацию входит с. Русское Коломасово (77 чел.).

## Известные уроженцы
- Паршин Николай Михайлович (род. 1962) — российский военачальник, Начальник Главного ракетно-артиллерийского управления Минобороны России с 2012 года, генерал-лейтенант.

## Население
| 2002 | 2010 |
| ---- | ---- |
| 473  | ↗480 |